# La grasa de las capitales
La grasa de las capitales (читається як Ла гра́са де лас капіта́лес) — другий студійний альбом аргентинського рок-гурту Serú Girán, випущений 1979 року.
Обкладинка диску є пародією на аргентинський журнал «Gente».
2007 року журнал «Rolling Stone» назвав цей альбом 17-м у списку найкращих в історії аргентинського року.
Диск тричі рази перевидавався:
- 1992 року на CD лейблом Music Hall Records
- 2001 року на CD лейблом Grafisound
- 2005 року на CD лейблом D&D

## Список пісень
| #  | Назва                       | Тривалість |
| -- | --------------------------- | ---------- |
| 1. | «La grasa de las capitales» | 4:27       |
| 2. | «San Francisco y el lobo»   | 2:20       |
| 3. | «Perro andaluz»             | 4:56       |
| 4. | «Frecuencia modulada»       | 3:17       |
| 5. | «Viernes 3 am»              | 4:25       |
| 6. | «Noche de perros»           | 6:30       |
| 7. | «Los sobrevivientes»        | 4:48       |
| 8. | «Paranoia y soledad»        | 6:42       |
| 9. | «Canción de Hollywood»      | 4:50       |

## Музиканти, що брали учать у записі альбому
- Чарлі Гарсія — піаніно, синтезатор, вокал, акустична гітара, бас-гітара
- Давід Лебон — електрогітара, акустична гітара, вокал
- Оскар Моро — ударні і перкусія
- Педро Аснар — бас-гітара, акустична гітара, синтезатор, оркестрові дзвони, вокал